# Lista de producții ale Warner Bros. Animation
Aceasta este o listă de filme lungmetraj, scurtmetraje, speciale și seriale de televiziune produse de studioul de animație american Warner Bros. Animation, parte a diviziei de televiziune a Warner Bros. Entertainment, deținut de Warner Bros. Discovery.

## Filme lungmetraj

### Filme de compilație
| 1 | Bugs Bunny - Filmul                       | 20 noiembrie 1981  |
| 2 | Bugs Bunny's 3rd Movie: 1001 Rabbit Tales | 19 noiembrie 1982  |
| 3 | Filmul lui Daffy Duck: Insula fantastică  | 5 august 1983      |
| 4 | Aventurile lui Daffy Duck                 | 24 septembrie 1988 |

### Filme originale
| #         | Titlu                                                   | Premiera          | Coproducție cu                                                                              | Servicii de animație | RT        | MC        | Buget         | Încasări         | Note                                                                                                   |
| Anii 1990 | Anii 1990                                               | Anii 1990         | Anii 1990                                                                                   | Anii 1990 | Anii 1990 | Anii 1990 | Anii 1990     | Anii 1990        | Anii 1990                                                                                              |
| --------- | ------------------------------------------------------- | ----------------- | ------------------------------------------------------------------------------------------- | --- | --------- | --------- | ------------- | ---------------- | --- |
| 1         | Batman: Masca fantomei                                  | 25 decembrie 1993 | Warner Bros. Family Entertainment                                                           | Dong Yang Animation Spectrum Animation Studio | 84%       | N/A       | 6 milioane $  | 5,6 milioane $   | Bazat pe Batman: Serialul de Animație.                                                                 |
| 2         | Meciul secolului                                        | 15 noiembrie 1996 | Northern Lights Entertainment Courtside Seats Productions Warner Bros. Family Entertainment | Facilitatea principală Bardel Entertainment Stardust Pictures Heart of Texas Productions Character Builders Chuck Gammage Animation Premier Films Ltd. Rees / Leiva Productions Spaff Animation Uli Meyer Features | 44%       | 59        | 80 milioane $ | 250,2 milioane $ | Primul film realizat sub Warner Bros. Feature Animation.                                               |
| 3         | Sabia magică                                            | 15 mai 1998       | Warner Bros. Family Entertainment                                                           | Facilitatea WBFA din California și London Yowza! Animation A. Film A/S Heart of Texas Productions | 45%       | N/A       | 40 milioane $ | 38,1 milioane $  | |
| 4         | Uriașul de fier                                         | 6 august 1999     | N/A                                                                                         | Facilitățile principale A. Film A/S (necreditat) Duncan Studio (Signature Edition) | 96%       | 85        | 50 milioane $ | 31,3 milioane $  | |
| Anii 2000 |                                                         |                   |                                                                                             | |           |           |               |                  | |
| 5         | Osmosis Jones                                           | 10 august 2001    | Conundrum Entertainment                                                                     | Facilitățile principale A. Film A/S (necreditat) Yowza! Animation | 55%       | 57        | 70 milioane $ | 14 milioane $    | |
| 6         | Looney Tunes: Noi aventuri                              | 29 noiembrie 2003 | Baltimore Spring Creek Productions Goldmann Pictures Lonely Film Productions GmbH & Co.     | Facilitățile principale Yowza! Animation Mercury Filmworks | 56%       | 64        | 80 milioane $ | 68,5 milioane $  | Ultimul film realizat sub Warner Bros. Feature Animation.                                              |
| Anii 2010 |                                                         |                   |                                                                                             | |           |           |               |                  | |
| 7         | Haideți, Tineri Titani, la film!                        | 27 iulie 2018     | DC Entertainment                                                                            | Copernicus Studios Snipple Animation Studios Hornet, Inc. Slap Happy Cartoons Titmouse, Inc. Big Jump Entertainment                                                                                                | 91%       | 69        | 10 milioane $ | 52,1 milioane $  | Bazat pe Haideți, Tineri Titani!.                                                                      |
| Anii 2020 |                                                         |                   |                                                                                             | |           |           |               |                  | |
| 8         | Stăpânul Inelelor: Războiul Rohirrimilor                | 13 decembrie 2024 | New Line Cinema Sola Entertainment WingNut Films Domain Entertainment                       | Sola Entertainment | 51%       | 54        | 30 milioane $ | 20,5 milioane $  | Anime. Prequel la și bazat pe Stăpânul inelelor de J. R. R. Tolkien și adaptarea de trilogie de filme. |
| 9         | Ziua în care Pământul a făcut bum! Un film Looney Tunes | 14 martie 2025    | N/A                                                                                         | Facilitățile principale Tonic DNA Powerhouse Animation Studios Snipple Animation Studios Titmouse, Inc. | 88%       | 69        | 15 milioane $ | 10,9 milioane $  | Bazat pe Lumea Looney Tunes. Distribuit de Ketchup Entertainment.                                      |

### Filme direct-pe-video
| #              | Titlu                                                               | Premiera           | Coproducție cu                                              | Servicii de animație                                               |
| Anii 1990      | Anii 1990                                                           | Anii 1990          | Anii 1990                                                   | Anii 1990                                                          |
| -------------- | ------------------------------------------------------------------- | ------------------ | ----------------------------------------------------------- | ------------------------------------------------------------------ |
| 1              | Tiny Toon Adventures: How I Spent My Vacation                       | 11 martie 1992     | Amblin Entertainment                                        | Tokyo Movie Shinsha                                                |
| 2              | Batman și Mr. Freeze                                                | 17 martie 1998     | Warner Bros. Family Entertainment                           | Dong Yang Animation Koko Enterprises Company                       |
| 3              | Wakko's Wish                                                        | 21 decembrie 1999  | Warner Bros. Family Entertainment Amblin Entertainment      | TMS Entertainment                                                  |
| Anii 2000      |                                                                     |                    |                                                             |                                                                    |
| 4              | Tweety's High-Flying Adventure                                      | 12 septembrie 2000 | Warner Bros. Family Entertainment                           | Koko Enterprises Company                                           |
| 5              | Batman din viitor: Întoarcerea lui Joker                            | 12 decembrie 2000  | Warner Bros. Family Entertainment                           | TMS Entertainment                                                  |
| 6              | Tom și Jerry: Inelul fermecat                                       | 12 martie 2002     | Warner Bros. Family Entertainment Turner Entertainment      | Koko Enterprises Company                                           |
| 7              | Baby Looney Tunes: O aventură extraordinară                         | 11 februarie 2003  | Warner Bros. Family Entertainment                           | Dong Woo Animation                                                 |
| 8              | Scooby-Doo și Legenda Vampirului                                    | 4 martie 2003      | Warner Bros. Family Entertainment Hanna-Barbera Productions | Lotto Animation                                                    |
| 9              | Scooby-Doo și Monstrul din Mexic                                    | 30 septembrie 2003 | Warner Bros. Family Entertainment Hanna-Barbera Productions | Wang Film Productions Cuckoo's Nest Studio                         |
| 10             | Batman: Mystery of the Batwoman                                     | 21 octombrie 2003  | Warner Bros. Family Entertainment                           | DR Movie                                                           |
| 11             | Scooby-Doo și Monstrul din Loch Ness                                | 22 iunie 2004      | Warner Bros. Family Entertainment Hanna-Barbera Productions | Dong Woo Animation                                                 |
| 12             | Mucha Lucha: Întoarcerea lui El Malefico                            | 5 octombrie 2004   | Warner Bros. Family Entertainment                           | Bardel Entertainment                                               |
| 13             | Kangaroo Jack: G'Day U.S.A.!                                        | 16 noiembrie 2004  | Warner Bros. Family Entertainment Castle Rock Entertainment | Starburst Animation                                                |
| 14             | Tom și Jerry: Misiune pe Marte                                      | 18 ianuarie 2005   | Warner Bros. Family Entertainment Turner Entertainment      | Toon City Animation                                                |
| 15             | Aloha, Scooby-Doo!                                                  | 8 februarie 2005   | Warner Bros. Family Entertainment Hanna-Barbera Productions | Dong Woo Animation                                                 |
| 16             | Tom și Jerry: Iute și furios                                        | 11 octombrie 2005  | Warner Bros. Family Entertainment Turner Entertainment      | Hanho Heung-Up Company                                             |
| 17             | Batman contra lui Dracula                                           | 18 octombrie 2005  | Warner Bros. Family Entertainment DC Comics                 | Dong Woo Animation DR Movie                                        |
| 18             | Scooby-Doo în Unde e Mumia mea?                                     | 13 decembrie 2005  | Warner Bros. Family Entertainment Hanna-Barbera Productions | Dong Woo Animation                                                 |
| 19             | Superman: Brainiac Attacks                                          | 20 iunie 2006      | Warner Bros. Family Entertainment DC Comics                 | Lotto Animation                                                    |
| 20             | Tom și Jerry: Pe mustața mea!                                       | 22 august 2006     | Warner Bros. Family Entertainment Turner Entertainment      | Yearim Productions Company                                         |
| 21             | Scooby-Doo și Pirații Ahoy                                          | 19 septembrie 2006 | Warner Bros. Family Entertainment Hanna-Barbera Productions | Dong Woo Animation                                                 |
| 22             | Fleacuri, zise rățoiul!                                             | 14 noiembrie 2006  | Warner Bros. Family Entertainment                           | Toon City Animation                                                |
| 23             | Răcorește-te, Scooby-Doo!                                           | 4 septembrie 2007  | Warner Bros. Family Entertainment Hanna-Barbera Productions | Lotto Animation                                                    |
| 24             | Superman: Ziua judecății                                            | 18 septembrie 2007 | Warner Premiere DC Comics                                   | Lotto Animation                                                    |
| 25             | Tom și Jerry: Povestea spărgătorului de nuci                        | 2 octombrie 2007   | Warner Bros. Family Entertainment Turner Entertainment      | Yearim Productions Company                                         |
| 26             | Liga Dreptății: Noua frontieră                                      | 26 februarie 2008  | Warner Premiere DC Comics                                   | Dong Woo Animation                                                 |
| 27             | Batman: Cavalerul din Gotham                                        | 8 iulie 2008       | Warner Premiere DC Comics                                   | Studio 4°C Bee Train Production I.G Madhouse                       |
| 28             | Scooby-Doo și Regele Spiridușilor                                   | 23 septembrie 2008 | Warner Premiere Hanna-Barbera Productions                   | Dong Woo Animation                                                 |
| 29             | Femeia Fantastică                                                   | 3 martie 2009      | Warner Premiere DC Comics                                   | MOI Animation                                                      |
| 30             | Scooby-Doo și Sabia Samuraiului                                     | 7 aprilie 2009     | Warner Premiere Hanna-Barbera Productions                   | Lotto Animation                                                    |
| 31             | Lanterna verde: Începuturi                                          | 28 iulie 2009      | Warner Premiere DC Comics                                   | Telecom Animation Film                                             |
| 32             | Superman/Batman: Inamici publici                                    | 29 septembrie 2009 | Warner Premiere DC Comics                                   | Lotto Animation                                                    |
| Anii 2010      |                                                                     |                    |                                                             |                                                                    |
| 33             | Scooby-Doo! Abracadabra-Doo                                         | 16 februarie 2010  | Warner Premiere                                             | Digital eMation                                                    |
| 34             | Liga Dreptății: Criză pe cele două Pământuri                        | 23 februarie 2010  | Warner Premiere DC Comics                                   | MOI Animation                                                      |
| 35             | Batman: Sub Masca Roșie                                             | 27 iulie 2010      | Warner Premiere DC Comics                                   | The Answer Studio                                                  |
| 36             | Tom și Jerry îl întâlnesc pe Sherlock Holmes                        | 27 august 2010     | Warner Premiere Turner Entertainment                        | Yearim Productions Company                                         |
| 37             | Scooby-Doo și Coșmarul din Tabăra de Vară                           | 14 septembrie 2010 | Warner Premiere                                             | Digital eMation                                                    |
| 38             | Superman/Batman: Apocalipsa                                         | 28 septembrie 2010 | Warner Premiere DC Comics                                   | MOI Animation                                                      |
| 39             | All-Star Superman                                                   | 22 februarie 2011  | Warner Premiere DC Comics                                   | MOI Animation                                                      |
| 40             | Green Lantern: Emerald Knights                                      | 8 iunie 2011       | Warner Premiere DC Entertainment                            | Studio 4°C JM Animation                                            |
| 41             | Tom și Jerry și Vrăjitorul din Oz                                   | 23 august 2011     | Warner Premiere Turner Entertainment                        | Yearim Productions Company                                         |
| 42             | Scooby-Doo! Legenda Fantozaurului                                   | 6 septembrie 2011  | Warner Premiere                                             | Digital eMation                                                    |
| 43             | Batman: Anul Unu                                                    | 18 octombrie 2011  | Warner Premiere DC Entertainment                            | MOI Animation                                                      |
| 44             | Liga Dreptății: Apocalipsa                                          | 28 februarie 2012  | Warner Premiere DC Entertainment                            | Telecom Animation Film                                             |
| 45             | Scooby-Doo! Muzica Vampirului                                       | 13 martie 2012     | Warner Premiere                                             | Digital eMation                                                    |
| 46             | Superman vs. the Elite                                              | 12 iunie 2012      | Warner Premiere DC Entertainment                            | Telecom Animation Film                                             |
| 47             | Batman: Întoarcerea Cavalerului Negru, Partea 1                     | 25 septembrie 2012 | Warner Premiere DC Entertainment                            | MOI Animation                                                      |
| 48             | Tom și Jerry: Robin Hood și ceata lui                               | 2 octombrie 2012   | Warner Premiere Turner Entertainment                        | Yearim Productions Company                                         |
| 49             | Scooby-Doo! Sub Cupola Circului                                     | 9 octombrie 2012   | Warner Premiere                                             | Digital eMation                                                    |
| 50             | Batman: Întoarcerea Cavalerului Negru, Partea 2                     | 29 ianuarie 2013   | Warner Premiere DC Entertainment                            | MOI Animation                                                      |
| 51             | Scooby-Doo! Masca Șoimului Albastru                                 | 26 februarie 2013  | Warner Premiere                                             | Digital eMation                                                    |
| 52             | Superman: Dezlănțuit                                                | 7 mai 2013         | Warner Premiere DC Entertainment                            | MOI Animation                                                      |
| 53             | Scooby-Doo! Harta misterelor                                        | 23 iulie 2013      | N/A                                                         | Spiffy Pictures                                                    |
| 54             | Liga dreptății: Spargerea de la muzeu                               | 30 iulie 2013      | DC Entertainment                                            | Studio 4°C                                                         |
| 55             | Tom și Jerry: O aventură gigantică                                  | 6 august 2013      | Turner Entertainment                                        | Yearim Productions Company                                         |
| 56             | Scooby-Doo! Frică de Scenă                                          | 20 august 2013     | N/A                                                         | Digital eMation                                                    |
| 57             | Liga dreptății: Captivi în timp                                     | 21 ianuarie 2014   | DC Entertainment                                            | DR Movie                                                           |
| 58             | Liga Dreptății: Război                                              | 4 februarie 2014   | DC Entertainment                                            | MOI Animation                                                      |
| 59             | Scooby-Doo și Misterul din WrestleMania                             | 25 martie 2014     | WWE Studios                                                 | Digital eMation                                                    |
| 60             | Fiul lui Batman                                                     | 6 mai 2014         | DC Entertainment                                            | The Answer Studio                                                  |
| 61             | Tom și Jerry: Dragonul pierdut                                      | 2 septembrie 2014  | Turner Entertainment                                        | Yearim Productions Company                                         |
| 62             | Batman: Atac la Arkham                                              | 12 august 2014     | DC Entertainment                                            | MOI Animation                                                      |
| 63             | Scooby-Doo! Frankensperie                                           | 19 august 2014     | N/A                                                         | Digital eMation                                                    |
| 64             | Liga dreptății: Tronul din Atlantis                                 | 27 ianuarie 2015   | DC Entertainment                                            | MOI Animation                                                      |
| 65             | Lego Super eroii DC Comics: Liga Dreptății versus Liga Bizarro      | 10 februarie 2015  | Grupul Lego DC Entertainment                                | CGCG                                                               |
| 66             | Scooby-Doo! Monstrul din Lună                                       | 17 februarie 2015  | N/A                                                         | Digital eMation                                                    |
| 67             | Familia Flintstone și WWE                                           | 10 martie 2015     | Hanna-Barbera Cartoons WWE Studios                          | Yearim Productions Company                                         |
| 68             | Batman vs. Robin                                                    | 14 aprilie 2015    | DC Entertainment                                            | The Answer Studio                                                  |
| 69             | Batman Unlimited: Animal Instincts                                  | 12 mai 2015        | DC Entertainment                                            | MOI Animation                                                      |
| 70             | Tom și Jerry: Căutarea spionului                                    | 23 iunie 2015      | Turner Entertainment                                        | Yearim Productions Company                                         |
| 71             | Scooby-Doo! și Kiss: Mister Rock and Roll                           | 21 iulie 2015      | N/A                                                         | Digital eMation                                                    |
| 72             | Liga dreptății: Zei și monștri                                      | 28 iulie 2015      | DC Entertainment                                            | MOI Animation                                                      |
| 73             | Looney Tunes: Goana după iepuri                                     | 4 august 2015      | N/A                                                         | Rough Draft Studios                                                |
| 74             | Batman Unlimited: Monster Mayhem                                    | 18 august 2015     | DC Entertainment                                            | MOI Animation                                                      |
| 75             | Lego Super eroii DC Comics: Liga dreptății: Atacul legiunii pieirii | 25 august 2015     | Grupul Lego DC Entertainment                                | CGCG                                                               |
| 76             | Batman: Bad Blood                                                   | 2 februarie 2016   | DC Entertainment                                            | The Answer Studio                                                  |
| 77             | Lego Super eroii DC Comics: Liga dreptății: Încleștarea cosmică     | 1 martie 2016      | Grupul Lego DC Entertainment                                | CGCG                                                               |
| 78             | Justice League vs. Teen Titans                                      | 12 aprilie 2016    | DC Entertainment                                            | MOI Animation                                                      |
| 79             | Lego Scooby-Doo! și Hollywood-ul Bântuit                            | 10 mai 2016        | Grupul Lego                                                 | Xentrix Studios                                                    |
| 80             | Tom și Jerry: Întoarcerea în Oz                                     | 21 iunie 2016      | Turner Entertainment                                        | Digital eMation                                                    |
| 81             | Lego Super eroii DC Comics: Liga dreptății – Probleme în Gotham     | 12 iunie 2016      | Grupul Lego DC Entertainment                                | CGCG                                                               |
| 82             | Batman: O glumă mortală                                             | 23 iulie 2016      | DC Entertainment                                            | The Answer Studio                                                  |
| 83             | Scooby-Doo și Blestemul Demonului Vitezei                           | 9 august 2016      | WWE Studios                                                 | Digital eMation                                                    |
| 84             | DC Super Hero Girls: Eroul anului                                   | 23 august 2016     | DC Entertainment                                            | Digital eMation                                                    |
| 85             | Batman Unlimited: Roboți vs. Mutanți                                | 13 septembrie 2016 | DC Entertainment                                            | DR Movie                                                           |
| 86             | Batman: Întoarcerea cavalerilor cu pelerină                         | 1 noiembrie 2016   | DC Entertainment                                            | Digital eMation                                                    |
| 87             | Liga Dreptății Întunecată                                           | 7 februarie 2017   | DC Entertainment                                            | DR Movie                                                           |
| 88             | Scooby-Doo! Duelul lui Shaggy                                       | 14 februarie 2017  | N/A                                                         | Digital eMation, Inc.                                              |
| 89             | The Jetsons & WWE: Robo-WrestleMania!                               | 28 februarie 2017  | Hanna-Barbera Cartoons WWE Studios                          | Yearim Productions Company                                         |
| 90             | Teen Titans: The Judas Contract                                     | 18 aprilie 2017    | DC Entertainment                                            | The Answer Studio                                                  |
| 91             | DC Super Hero Girls: Jocurile intergalactice                        | 23 mai 2017        | DC Entertainment                                            | Digital eMation                                                    |
| 92             | Tom și Jerry: Willy Wonka și fabrica de ciocolată                   | 27 iunie 2017      | Turner Entertainment                                        | Digital eMation                                                    |
| 93             | Lego Scooby-Doo! Petrecerea de pe plajă                             | 25 iulie 2017      | Grupul Lego                                                 | Xentrix Studios                                                    |
| 94             | Lego DC Super Hero Girls: Controlul minții                          | 8 august 2017      | Grupul Lego DC Entertainment                                | CGCG                                                               |
| 95             | Batman și Harley Quinn                                              | 15 august 2017     | DC Entertainment                                            | DR Movie                                                           |
| 96             | Batman vs. Two-Face                                                 | 17 octombrie 2017  | DC Entertainment                                            | DR Movie                                                           |
| 97             | Scooby-Doo! și Batman: Neînfricat și Cutezător                      | 9 ianuarie 2018    | DC Entertainment                                            | Digital eMation                                                    |
| 98             | Batman: Gotham by Gaslight                                          | 23 februarie 2018  | DC Entertainment                                            | The Answer Studio                                                  |
| 99             | Lego Super Eroii DC Comics: Flash                                   | 23 februarie 2018  | Grupul Lego DC Entertainment                                | CGCG                                                               |
| 100            | Brigada sinucigașilor: Un preț prea mare de plătit                  | 27 martie 2018     | DC Entertainment                                            | DR Movie                                                           |
| 101            | Lego DC Super Hero Girls: Liceul super răufăcătorilor               | 1 mai 2018         | Grupul Lego DC Entertainment                                | CGCG                                                               |
| 102            | Lego DC Super Heroes: Aquaman - Furia Atlantidei                    | 31 iulie 2018      | Grupul Lego DC Entertainment                                | CGCG                                                               |
| 103            | Moartea lui Superman                                                | 7 august 2018      | DC Entertainment                                            | Studio Mir                                                         |
| 104            | Scooby-Doo și fantoma roșie                                         | 11 septembrie 2018 | N/A                                                         | Digital eMation                                                    |
| 105            | DC Super Hero Girls: Legendele Atlantidei                           | 2 octombrie 2018   | DC Entertainment                                            | Maven Image Platform                                               |
| 106            | Reign of the Supermen                                               | 25 ianuarie 2019   | DC Entertainment                                            | Maven Image Platform                                               |
| 107            | Scooby-Doo! Blestemul celei de-a 13-a fantome                       | 5 februarie 2019   | N/A                                                         | Digital eMation                                                    |
| 108            | Liga Dreptății vs. Cei Cinci Distrugători                           | 30 martie 2019     | DC Entertainment                                            | DR Movie                                                           |
| 109            | Batman vs. Țestoasele Ninja                                         | 14 mai 2019        | DC Entertainment Nickelodeon                                | DR Movie                                                           |
| 110            | Batman: Hush                                                        | 20 iulie 2019      | DC Entertainment                                            | NE4U                                                               |
| 111            | Lego DC Batman: Probleme de familie                                 | 20 august 2019     | Grupul Lego DC Entertainment                                | Xentrix Studios                                                    |
| 112            | Scooby-Doo! Întoarcerea în Insula Zombilor                          | 3 septembrie 2019  | N/A                                                         | Digital eMation                                                    |
| 113            | Haideți, Tineri Titani! vs. Tinerii Titani                          | 24 septembrie 2019 | DC Entertainment                                            | Snipple Animation Studios                                          |
| 114            | Wonder Woman: Bloodlines                                            | 22 octombrie 2019  | DC Entertainment                                            | Digital eMation                                                    |
| Anii 2020      |                                                                     |                    |                                                             |                                                                    |
| 115            | Superman: Red Son                                                   | 25 februarie 2020  | DC Entertainment                                            | DR Movie                                                           |
| 116            | Mortal Kombat Legends: Scorpion's Revenge                           | 12 aprilie 2020    | N/A                                                         | Studio Mir                                                         |
| 117            | Lego DC Shazam: Magie și monștri                                    | 28 aprilie 2020    | Grupul Lego DC Entertainment                                | Xentrix Studios                                                    |
| 118            | Justice League Dark: Apokolips War                                  | 19 mai 2020        | DC Entertainment                                            | Tiger Animation                                                    |
| 119            | Deathstroke: Knights and Dragons - The Movie                        | 4 august 2020      | DC Entertainment Blue Ribbon Content Berlanti Productions   | Titmouse, Inc.                                                     |
| 120            | Superman: Man of Tomorrow                                           | 23 august 2020     | DC Entertainment                                            | The Answer Studio Studio Grida                                     |
| 121            | Happy Halloween, Scooby-Doo!                                        | 6 octombrie 2020   | N/A                                                         | Digital eMation                                                    |
| 122            | Batman: Soul of the Dragon                                          | 12 ianuarie 2021   | DC Entertainment                                            | Studio Mir                                                         |
| 123            | Scooby-Doo! in King Arthur's Court                                  | 23 februarie 2021  | N/A                                                         | Digital eMation                                                    |
| 124            | Justice Society: World War II                                       | 27 aprilie 2021    | DC Entertainment                                            | Edge Animation                                                     |
| 125            | Batman: The Long Halloween Part One                                 | 22 iunie 2021      | DC Entertainment                                            | Maven Image Platform                                               |
| 126            | Batman: The Long Halloween Part Two                                 | 27 iulie 2021      | DC Entertainment                                            | The Answer Studio                                                  |
| 127            | Mortal Kombat Legends: Battle of the Realms                         | 31 august 2021     | N/A                                                         | Studio Mir                                                         |
| 128            | Straight Outta Nowhere: Scooby-Doo! Meets Courage the Cowardly Dog  | 14 septembrie 2021 | N/A                                                         | Digital eMation                                                    |
| 129            | Injustice                                                           | 19 octombrie 2021  | DC Entertainment                                            | NE4U                                                               |
| 130            | Tom and Jerry: Cowboy Up!                                           | 25 ianuarie 2022   | Turner Entertainment                                        | Slap Happy Cartoons                                                |
| 131            | Catwoman: Hunted                                                    | 8 februarie 2022   | DC Entertainment                                            | OLM Team Inuoe                                                     |
| 132            | Teen Titans Go! & DC Super Hero Girls: Mayhem in the Multiverse     | 24 mai 2022        | DC Entertainment                                            | Boulder Media                                                      |
| 133            | King Tweety                                                         | 14 iunie 2022      | N/A                                                         | Snipple Animation Studios                                          |
| 134            | Lanterna verde: Ferește-te de puterea mea!                          | 26 iulie 2022      | DC Entertainment                                            | Edge Animation The Answer Studio Studio Grida Maven Image Platform |
| 135            | Trick or Treat Scooby-Doo!                                          | 4 octombrie 2022   | N/A                                                         | Snipple Animation Studios                                          |
| 136            | Mortal Kombat Legends: Snow Blind                                   | 9 octombrie 2022   | N/A                                                         | Digital eMation                                                    |
| 137            | Batman and Superman: Battle of the Super Sons                       | 18 octombrie 2022  | DC Entertainment                                            | Studio Mir                                                         |
| 138            | Tom and Jerry: Snowman's World                                      | 15 noiembrie 2022  | Turner Entertainment                                        | Renegade Animation                                                 |
| 139            | Legiunea supereroilor                                               | 7 februarie 2023   | DC Entertainment                                            | The Answer Studio Maven Image Platform Edge Animation              |
| 140            | Batman: The Doom that Came to Gotham                                | 28 martie 2023     | DC Entertainment                                            | Maven Image Platform The Answer Studio                             |
| 141            | Taz: Quest for Burger                                               | 6 iunie 2023       | N/A                                                         | Titmouse, Inc. Inspidea                                            |
| 142            | Justice League x RWBY: Super Heroes and Huntsmen, Part One          | 25 aprilie 2023    | DC Entertainment Rooster Teeth                              | Rooster Teeth                                                      |
| 143            | Justice League: Warworld                                            | 25 iulie 2023      | DC Entertainment                                            | Red Dog Culture House                                              |
| 144            | Babylon 5: The Road Home                                            | 15 august 2023     | N/A                                                         | Studio Mir                                                         |
| 145            | Scooby-Doo! & Krypto Too!                                           | 26 septembrie 2023 | DC Entertainment                                            | Digital eMation                                                    |
| 146            | Mortal Kombat Legends: Cage Match                                   | 17 octombrie 2023  | N/A                                                         | Studio IAM                                                         |
| 147            | Justice League x RWBY: Super Heroes and Huntsmen, Part Two          | 31 octombrie 2023  | DC Entertainment Rooster Teeth                              | Rooster Teeth                                                      |
| 148            | Urkel Saves Santa: The Movie!                                       | 21 noiembrie 2023  | Miller-Boyett Productions                                   | Snipple Animation Studios Stoopid Buddy Stoodios                   |
| 149            | Justice League: Crisis on Infinite Earths – Part 1                  | 9 ianuarie 2024    | DC Entertainment                                            | Maven Image Platform                                               |
| 150            | Justice League: Crisis on Infinite Earths – Part 2                  | 23 aprilie 2024    | DC Entertainment                                            | Maven Image Platform Studio IAM                                    |
| 151            | Justice League: Crisis on Infinite Earths – Part 3                  | 16 iulie 2024      | DC Entertainment                                            | Maven Image Platform Digital eMation Studio IAM                    |
| 152            | Watchmen: Chapter I                                                 | 13 august 2024     | Paramount Pictures DC Entertainment                         | Studio Mir                                                         |
| 153            | Watchmen: Chapter II                                                | 26 noiembrie 2024  | Paramount Pictures DC Entertainment                         | Studio Mir                                                         |
| 154            | Batman Ninja vs. Yakuza League                                      | 14 martie 2025     | Warner Bros. Japan DC Entertainment                         | Kamikaze Douga Yamatoworks Barnum Studio                           |
| Filme viitoare |                                                                     |                    |                                                             |                                                                    |
| 155            | Mortal Kombat Legends: Fall of Edenia                               | VFA                | N/A                                                         | VFA                                                                |

### Filme direct-pe-streaming
| #              | Titlu                          | Premiera           | Coproducție cu                                   | Servicii de animație                      | Platformă          | Note      |
| Anii 2020      | Anii 2020                      | Anii 2020          | Anii 2020                                        | Anii 2020                                 | Anii 2020          | Anii 2020 |
| -------------- | ------------------------------ | ------------------ | ------------------------------------------------ | ----------------------------------------- | ------------------ | --------- |
| 1              | Crăciunul cu micul Batman      | 8 decembrie 2023   | Amazon MGM Studios DC Entertainment              | Gigglebug Entertainment Doghead Animation | Amazon Prime Video | [ 2 ]     |
| Filme viitoare |                                |                    |                                                  |                                           |                    |           |
| 2              | Aztec Batman: Clash of Empires | 18 septembrie 2025 | DC Entertainment Ánima Chatrone Particular Crowd | VFA                                       | Max                | [ 3 ]     |

### Filme de televiziune
| #              | Titlu                                     | Premiera           | Coproducție cu                              | Servicii de animație                         | Canal           | Note                                                                              |
| Anii 1990      | Anii 1990                                 | Anii 1990          | Anii 1990                                   | Anii 1990                                    | Anii 1990       | Anii 1990                                                                         |
| -------------- | ----------------------------------------- | ------------------ | ------------------------------------------- | -------------------------------------------- | --------------- | --------------------------------------------------------------------------------- |
| 1              | Superman: The Last Son of Krypton         | 6 septembrie 1996  | Warner Bros. Family Entertainment           | Koko Enterprises Company Dong Yang Animation | Kids' WB        | Primele trei episoade din Superman: Seria animată.                                |
| 2              | The Batman/Superman Movie: World's Finest | 4 octombrie 1997   | Warner Bros. Family Entertainment           | TMS Entertainment                            | Kids' WB        | Trei episoade din Superman: Seria animată. Crossover cu Noile Aventuri cu Batman. |
| Anii 2000      |                                           |                    |                                             |                                              |                 |                                                                                   |
| 3              | Liga Dreptății: Origini secrete           | 17 noiembrie 2001  | Warner Bros. Family Entertainment           | Koko Enterprises Company                     | Cartoon Network | Primele trei episoade din Liga Dreptății.                                         |
| 4              | Liga Dreptății: Nescris în stele          | 29 mai 2004        | Warner Bros. Family Entertainment           | Dong Yang Animation Koko Enterprises Company | Cartoon Network | Ultimele trei episoade din Liga Dreptății.                                        |
| 5              | Tinerii Titani: Necazuri în Tokyo         | 29 septembrie 2006 | Warner Bros. Family Entertainment DC Comics | Dong Woo Animation                           | Cartoon Network | Finalul serialului Tinerii Titani.                                                |
| Anii 2020      |                                           |                    |                                             |                                              |                 |                                                                                   |
| 6              | Teen Titans Go! See Space Jam             | 20 iunie 2021      | DC Entertainment                            | Copernicus Studios                           | Cartoon Network | Comentariu la Meciul secolului realizat să promoveze Space Jam: O nouă eră.       |
| Filme viitoare |                                           |                    |                                             |                                              |                 |                                                                                   |
| 7              | Bad Karma                                 | VFA                | N/A                                         | VFA                                          | VFA             | [ 4 ]                                                                             |
| 8              | Lovey Dovey                               | VFA                | N/A                                         | VFA                                          | VFA             | [ 4 ]                                                                             |

## Scurtmetraje

### Scurtmetraje teatrale
| #         | Titlu                        | Premiera           | Coproducție cu                                            | Servicii de animație             | Premieră cu                                                                                               |
| Anii 1980 | Anii 1980                    | Anii 1980          | Anii 1980                                                 | Anii 1980                        | Anii 1980                                                                                                 |
| --------- | ---------------------------- | ------------------ | --------------------------------------------------------- | -------------------------------- | --- |
| 1         | The Duxorcist                | 20 noiembrie 1987  | N/A                                                       | C & D Productions                | N/A |
| 2         | The Night of the Living Duck | 24 septembrie 1988 | N/A                                                       | C & D Productions                | Aventurile lui Daffy Duck                                                                                 |
| Anii 1990 |                              |                    |                                                           |                                  | |
| 3         | Box-Office Bunny             | 11 februarie 1991  | N/A                                                       | N/A                              | Poveste fără sfârșit II                                                                                   |
| 4         | I'm Mad                      | 30 martie 1994     | Amblin Entertainment                                      | Wang Film Productions            | Degețica                                                                                                  |
| 5         | Chariots of Fur              | 21 decembrie 1994  | Chuck Jones Productions                                   | Big Star Enterprise (necreditat) | Richie Rich                                                                                               |
| 6         | Carrotblanca                 | 25 august 1995     | N/A                                                       | N/A                              | Incredibilele aventuri ale ursulețului Panda (America de Nord) The Pebble and the Penguin (internațional) |
| 7         | Another Froggy Evening       | 6 octombrie 1995   | Warner Bros. Family Entertainment Chuck Jones Productions | Big Star Enterprise (necreditat) | N/A |
| 8         | Superior Duck                | 23 august 1996     | Chuck Jones Productions                                   | Big Star Enterprise (necreditat) | Răpirea                                                                                                   |
| 9         | Pullet Surprise              | 26 martie 1997     | Chuck Jones Productions                                   | Big Star Enterprise (necreditat) | Un pisoi la Hollywood                                                                                     |
| 10        | From Hare to Eternity        | 4 noiembrie 1997   | Chuck Jones Productions                                   | Big Star Enterprise (necreditat) | N/A |
| 11        | Father of the Bird           | 14 noiembrie 1997  | Chuck Jones Productions                                   | Big Star Enterprise (necreditat) | N/A |
| Anii 2000 |                              |                    |                                                           |                                  | |
| 12        | Little Go Beep               | 13 decembrie 2000  | N/A                                                       | N/A                              | N/A |
| 13        | The Karate Guard             | 27 septembrie 2005 | Warner Bros. Family Entertainment Turner Entertainment    | N/A                              | N/A |
| Anii 2010 |                              |                    |                                                           |                                  | |
| 14        | Coyote Falls                 | 30 iulie 2010      | N/A                                                       | Reel FX Creative Studios         | Câini și Pisici: Răzbunarea lui Kitty Galore                                                              |
| 15        | Fur of Flying                | 24 septembrie 2010 | N/A                                                       | Reel FX Creative Studios         | Legende din regatul bufnițelor                                                                            |
| 16        | Rabid Rider                  | 17 decembrie 2010  | N/A                                                       | Reel FX Creative Studios         | Ursul Yogi                                                                                                |
| 17        | I Tawt I Taw a Puddy Tay     | 18 noiembrie 2011  | N/A                                                       | Reel FX Creative Studios         | Happy Feet 2: Mumble dansează din nou                                                                     |
| 18        | Daffy's Rhapsody             | 10 februarie 2012  | N/A                                                       | Reel FX Creative Studios         | Călătoria 2: Insula misterioasă                                                                           |
| 19        | Flash in the Pain            | 10 iunie 2014      | N/A                                                       | Reel FX Creative Studios         | Festivalul Internațional de Animație Annecy                                                               |
| 20        | #TheLateBatsby               | 21 iulie 2018      | DC Entertainment                                          | Jam Filled Entertainment         | Haideți, Tineri Titani, la film!                                                                          |

### Scurtmetraje de parcuri tematice
| #         | Titlu                                       | Premiera          | Coproducție cu | Servicii de animație                                                                           | Premieră în cadrul       |
| Anii 1990 | Anii 1990                                   | Anii 1990         | Anii 1990      | Anii 1990                                                                                      | Anii 1990                |
| --------- | ------------------------------------------- | ----------------- | -------------- | ---------------------------------------------------------------------------------------------- | ------------------------ |
| 1         | Marvin the Martian Into the Third Dimension | 26 decembrie 1997 | N/A            | Atomix Inc. Effects Associates MetroLight Studios Santa Barbara Studios Warner Digital Studios | Warner Bros. Movie World |

### Scurtmetraje direct-pe-video
| #         | Titlu                                          | Premiera           | Coproducție cu                    | Servicii de animație          | Premieră cu                                  |           |
| Anii 2000 | Anii 2000                                      | Anii 2000          | Anii 2000                         | Anii 2000                     | Anii 2000                                    | Anii 2000 |
| --------- | ---------------------------------------------- | ------------------ | --------------------------------- | ----------------------------- | -------------------------------------------- | --------- |
| 1         | Chase Me                                       | 21 octombrie 2003  | Warner Bros. Family Entertainment | DR Movie                      | Batman: Mystery of the Batwoman              |           |
| 2         | The Whizzard of Ow                             | 2 martie 2004      | Warner Bros. Family Entertainment | Rough Draft Studios           | Looney Tunes: Noi aventuri                   |           |
| 3         | Museum Scream                                  | 2 martie 2004      | Warner Bros. Family Entertainment | N/A                           | Looney Tunes: Noi aventuri                   |           |
| 4         | Hare and Loathing in Las Vegas                 | 2 martie 2004      | Warner Bros. Family Entertainment | Liquid Animation (necreditat) | Looney Tunes: Noi aventuri                   |           |
| 5         | Attack of the Drones                           | 2 martie 2004      | Warner Bros. Family Entertainment | Rough Draft Studios           | Looney Tunes: Noi aventuri                   |           |
| 6         | Cock-A-Doodle Duel                             | 2 martie 2004      | Warner Bros. Family Entertainment | N/A                           | Looney Tunes: Noi aventuri                   |           |
| 7         | My Generation G-G-Gap                          | 2 martie 2004      | Warner Bros. Family Entertainment | N/A                           | Looney Tunes: Noi aventuri                   |           |
| 8         | Daffy Duck For President                       | 2 noiembrie 2004   | Warner Bros. Family Entertainment | Yearim Productions Company    | Looney Tunes Golden Collection: Volume 2     |           |
| Anii 2010 |                                                |                    |                                   |                               |                                              |           |
| 9         | DC Showcase: The Spectre                       | 23 februarie 2010  | Warner Premiere DC Comics         | MOI Animation                 | Liga Dreptății: Criză pe cele două Pământuri |           |
| 10        | DC Showcase: Jonah Hex                         | 27 iulie 2010      | Warner Premiere DC Comics         | JM Animation                  | Batman: Sub Masca Roșie                      |           |
| 11        | DC Showcase: Green Arrow                       | 28 septembrie 2010 | Warner Premiere DC Comics         | MOI Animation                 | Superman/Batman: Apocalipsa                  |           |
| 12        | Superman/Shazam!: Întoarcerea lui Black Adam   | 9 noiembrie 2010   | Warner Premiere DC Comics         | MOI Animation                 | DC Showcase Original Shorts Collection       |           |
| 13        | DC Super Friends: The Joker's Playhouse        | 2010               | DC Comics Fisher-Price            | The Answer Studio             | N/A                                          |           |
| 14        | DC Showcase: Catwoman                          | 18 noiembrie 2011  | Warner Premiere DC Comics         | MOI Animation                 | Batman: Anul Unu                             |           |
| 15        | Nightwing and Robin                            | 27 ianuarie 2015   | DC Entertainment                  | MOI Animation                 | Liga Dreptății: Tronul din Atlantis          |           |
| 16        | DC Showcase: Sgt. Rock                         | 6 august 2019      | DC Entertainment                  | Studio Mir                    | Batman: Hush                                 |           |
| 17        | DC Showcase: Death                             | 22 octombrie 2019  | DC Entertainment                  | Studio Mir                    | Wonder Woman: Bloodlines                     |           |
| Anii 2020 |                                                |                    |                                   |                               |                                              |           |
| 18        | DC Showcase: The Phantom Stranger              | 25 februarie 2020  | DC Entertainment                  | Studio Mir                    | Superman: Red Son                            |           |
| 19        | DC Showcase: Adam Strange                      | 19 mai 2020        | DC Entertainment                  | Digital eMation               | Justice League Dark: Apokolips War           |           |
| 20        | Batman: Death in the Family                    | 13 octombrie 2020  | DC Entertainment                  | Studio Mir                    | N/A                                          |           |
| 21        | DC Showcase: Kamandi: The Last Boy on Earth!   | 23 aprilie 2021    | DC Entertainment                  | NE4U                          | Justice Society: World War II                |           |
| 22        | DC Showcase: The Losers                        | 22 iunie 2021      | DC Entertainment                  | NE4U                          | Batman: The Long Halloween Part One          |           |
| 23        | DC Showcase: Blue Beetle                       | 27 iulie 2021      | DC Entertainment                  | Digital eMation               | Batman: The Long Halloween Part Two          |           |
| 24        | DC Showcase: Constantine: The House of Mystery | 3 mai 2022         | DC Entertainment                  | Digital eMation               | N/A                                          |           |

### Scurtmetraje televizate
| #         | Titlu                           | Premiera          | Coproducție cu   | Servicii de animație   | Premieră ca parte a             | Canal           |
| Anii 1990 | Anii 1990                       | Anii 1990         | Anii 1990        | Anii 1990              | Anii 1990                       | Anii 1990       |
| --------- | ------------------------------- | ----------------- | ---------------- | ---------------------- | ------------------------------- | --------------- |
| 1         | Invasion of the Bunny Snatchers | 25 februarie 1992 | N/A              | Warner Bros. Animation | Invasion of the Bunny Snatchers | CBS             |
| 2         | (Blooper) Bunny                 | 13 iunie 1997     | N/A              | Warner Bros. Animation | N/A                             | Cartoon Network |
| Anii 2010 |                                 |                   |                  |                        |                                 |                 |
| 3         | Snarf: Butterfly Follies        | 16 decembrie 2011 | N/A              | Studio 4°C             | Felinele Fulger                 | Cartoon Network |
| 4         | Superman 75th Anniversary       | 19 octombrie 2013 | DC Entertainment | N/A                    | DC Nation Shorts                | Cartoon Network |
| 5         | Batman: Strange Days            | 9 aprilie 2014    | DC Entertainment | N/A                    | DC Nation Shorts                | Cartoon Network |
| 6         | Batman Beyond                   | 23 aprilie 2014   | DC Entertainment | N/A                    | DC Nation Shorts                | Cartoon Network |

## Speciale
| #         | Titlu                                                    | Premiera           | Coproducție cu                                                                                  | Servicii de animație                 | Canalul             | Note                                            |
| Anii 1980 | Anii 1980                                                | Anii 1980          | Anii 1980                                                                                       | Anii 1980                            | Anii 1980           | Anii 1980                                       |
| --------- | -------------------------------------------------------- | ------------------ | ----------------------------------------------------------------------------------------------- | ------------------------------------ | ------------------- | ----------------------------------------------- |
| 1         | Daffy Duck's Easter Show                                 | 1 aprilie 1980     | DePatie-Freleng Enterprises                                                                     | N/A                                  | NBC                 |                                                 |
| 2         | Bugs Bunny's Bustin' Out All Over                        | 21 mai 1980        | N/A                                                                                             | N/A                                  | CBS                 |                                                 |
| 3         | The Bugs Bunny Mystery Special                           | 16 octombrie 1980  | N/A                                                                                             | N/A                                  | CBS                 |                                                 |
| 4         | Daffy Duck's Thanks-for-Getting Special                  | 20 noiembrie 1980  | Chuck Jones Productions                                                                         | N/A                                  | NBC                 |                                                 |
| 5         | Bugs Bunny: All American Hero                            | 21 mai 1981        | N/A                                                                                             | N/A                                  | CBS                 |                                                 |
| 6         | Bugs Bunny's Mad World of Television                     | 11 ianuarie 1982   | N/A                                                                                             | N/A                                  | CBS                 |                                                 |
| 7         | Looney Tunes 50th Anniversary                            | 14 ianuarie 1986   | Broadway Video                                                                                  | N/A                                  | NBC                 |                                                 |
| 8         | Bugs vs. Daffy: Battle of the Music Video Stars          | 21 octombrie 1988  | N/A                                                                                             | N/A                                  | CBS                 |                                                 |
| 9         | Bugs Bunny's Wild World of Sports                        | 15 februarie 1989  | N/A                                                                                             | N/A                                  | CBS                 |                                                 |
| Anii 1990 |                                                          |                    |                                                                                                 |                                      |                     |                                                 |
| 10        | Happy Birthday, Bugs!: 50 Looney Years                   | 9 mai 1990         | N/A                                                                                             | N/A                                  | NBC                 |                                                 |
| 11        | Bugs Bunny's Overtures to Disaster                       | 17 aprilie 1991    | N/A                                                                                             | N/A                                  | CBS                 |                                                 |
| 12        | Bugs Bunny's Creature Features                           | 1 februarie 1992   | N/A                                                                                             | N/A                                  | CBS                 |                                                 |
| 13        | Tiny Toon Spring Break                                   | 27 martie 1994     | Warner Bros. Family Entertainment Amblin Entertainment                                          | TMS Entertainment                    | Fox                 |                                                 |
| 14        | Tiny Toons' Night Ghoulery                               | 28 mai 1995        | Warner Bros. Family Entertainment Amblin Entertainment                                          | TMS Entertainment                    | Fox                 |                                                 |
| Anii 2000 |                                                          |                    |                                                                                                 |                                      |                     |                                                 |
| 15        | A Miser Brothers' Christmas                              | 13 decembrie 2008  | Cuppa Coffee Studios                                                                            | Cuppa Coffee Studios                 | ABC Family          | Continuare a specialului Anul fără Moș Crăciun. |
| Anii 2010 |                                                          |                    |                                                                                                 |                                      |                     |                                                 |
| 16        | Scooby-Doo! Jocurile fantomelor                          | 17 iulie 2012      | Warner Premiere                                                                                 | Digital eMation, Inc.                | Direct-pe-video     |                                                 |
| 17        | Robot Chicken DC Comics Special                          | 9 septembrie 2012  | DC Entertainment Stoopid Monkey Stoopid Buddy Stoodios Sony Pictures Television Williams Street | Stoopid Buddy Stoodios               | Adult Swim          |                                                 |
| 18        | Scooby-Doo! Sărbători bântuite                           | 16 octombrie 2012  | Warner Premiere                                                                                 | Digital eMation                      | Direct-pe-video     |                                                 |
| 19        | Scooby-Doo! și sperietoarea de ciori                     | 10 septembrie 2013 | N/A                                                                                             | Digital eMation                      | Direct-pe-video     |                                                 |
| 20        | Scooby-Doo! Robotul                                      | 24 septembrie 2013 | N/A                                                                                             | Digital eMation                      | Direct-pe-video     |                                                 |
| 21        | Robot Chicken DC Comics Special 2: Villains in Paradise  | 6 aprilie 2014     | DC Entertainment Stoopid Monkey Stoopid Buddy Stoodios Sony Pictures Television Williams Street | Stoopid Buddy Stoodios               | Adult Swim          |                                                 |
| 22        | Scooby-Doo! Un meci de fotbal teribil                    | 13 mai 2014        | N/A                                                                                             | Digital eMation                      | Direct-pe-video     |                                                 |
| 23        | Tom și Jerry: Micile ajutoare ale Moșului                | 7 octombrie 2014   | Turner Entertainment                                                                            | Renegade Animation                   | Direct-pe-video     |                                                 |
| 24        | Batman și liga dreptății                                 | 27 octombrie 2014  | Grupul Lego DC Entertainment                                                                    | CGCG                                 | Cartoon Network     |                                                 |
| 25        | Elf: Buddy's Musical Christmas                           | 16 decembrie 2014  | New Line Cinema                                                                                 | Screen Novelties                     | NBC                 |                                                 |
| 26        | Scooby-Doo! and the Beach Beastie                        | 5 mai 2015         | N/A                                                                                             | Digital eMation                      | Direct-pe-video     |                                                 |
| 27        | Robot Chicken DC Comics Special III: Magical Friendship  | 18 octombrie 2015  | DC Entertainment Stoopid Monkey Stoopid Buddy Studios Sony Pictures Television Williams Street  | Stoopid Buddy Stoodios               | Adult Swim          |                                                 |
| 28        | Lego Scooby-Doo: Teroarea Cavalerului Negru              | 25 noiembrie 2015  | Grupul Lego                                                                                     | CGCG                                 | Cartoon Network     |                                                 |
| 29        | DC Super Hero Girls: Super Hero High                     | 19 martie 2016     | DC Entertainment                                                                                | Digital eMation                      | Boomerang           |                                                 |
| 30        | Lego DC Super Hero Girls: Galactic Wonder                | 28 mai 2017        | Grupul Lego DC Entertainment                                                                    | CGCG                                 | YouTube             |                                                 |
| Anii 2020 |                                                          |                    |                                                                                                 |                                      |                     |                                                 |
| 31        | Scooby-Doo, Where Are You Now!                           | 29 octombrie 2021  | Abominable Pictures Warner Horizon Unscripted Television                                        | Big Jump Entertainment               | The CW              | [ 5 ] [ 6 ]                                     |
| 32        | Beebo Saves Christmas                                    | 1 decembrie 2021   | Berlanti Productions DC Entertainment                                                           | Studio Moshi                         | The CW              | [ 7 ] [ 6 ]                                     |
| 33        | Harley Quinn: A Very Problematic Valentine's Day Special | 9 februarie 2023   | Delicious Non-Sequitur Yes Norman, Productions DC Entertainment                                 | Digital eMation Maven Image Platform | Max                 | [ 8 ]                                           |
| 34        | Tiny Toons Looniversity: Spring Beak                     | 8 martie 2024      | Amblin Television                                                                               | Snipple Animation Studios            | Max Cartoon Network | [ 9 ]                                           |
| 35        | Velma: This Halloween Needs To Be More Special!          | 3 octombrie 2024   | Charlie Grandy Productions Kaling International, Inc. 3 Arts Entertainment                      | Studio IAM                           | Max                 |                                                 |
| 36        | Tiny Toons: Winter Blunderland                           | 6 decembrie 2024   | Amblin Television                                                                               | Snipple Animation Studios            | Max                 |                                                 |
| 37        | Tiny Toons: Nighmare on Toon Street                      | 22 martie 2025     | Amblin Television                                                                               | Snipple Animation Studios            | Max                 |                                                 |

## Seriale de televiziune

### Seriale de compilație
| #         | Titlu                                                      | Premiera           | Finalul           | Canal                                                            | Coproducție cu                                         | Note |           |
| Anii 1990 | Anii 1990                                                  | Anii 1990          | Anii 1990         | Anii 1990                                                        | Anii 1990                                              | Anii 1990 | Anii 1990 |
| --------- | ---------------------------------------------------------- | ------------------ | ----------------- | ---------------------------------------------------------------- | ------------------------------------------------------ | --- | --------- |
| 1         | The Bugs Bunny Show                                        | 11 octombrie 1960  | 9 septembrie 2000 | ABC (1960–1968; 1973–1975; 1985–2000) CBS (1968–1973; 1975–1985) | N/A                                                    | Cunoscut și ca The Bugs Bunny/Road Runner Hour (1960–1968), The Bugs Bunny/Road Runner Show (1968–1973), The Bugs Bunny/Speedy Gonzales/Porky Pig Show (1973–1975), The Bugs Bunny/Looney Tunes Comedy Hour (1975–1985) și The Bugs Bunny & Tweety Show (1985–2000). |           |
| 2         | Merrie Melodies Starring Bugs Bunny & Friends              | 17 septembrie 1990 | 9 septembrie 1994 | Sindicalizare (1990–1992) Fox Kids (1992–1994)                   | Warner Bros. Family Entertainment (1992–1994)          | |           |
| 3         | Bugs 'n' Daffy                                             | 11 septembrie 1995 | 5 decembrie 1997  | Kids' WB                                                         | Warner Bros. Family Entertainment                      | Cunoscut ca That's Warner Bros.! în sezonul 1. |           |
| 4         | The Daffy Duck Show                                        | 23 noiembrie 1996  | 15 februarie 1997 | Kids' WB                                                         | Warner Bros. Family Entertainment                      | Serial companion cu Bugs 'n' Daffy. |           |
| 5         | The Cat & Birdy PinkyBrainy Warneroonie Big Cartoonie Show | 16 ianuarie 1999   | 24 august 2000    | Kids' WB                                                         | Warner Bros. Family Entertainment Amblin Entertainment | Cunoscut ca The Cat & Bunny Warneroonie SuperLooney Big Cartoonie Show în sezonul 2. |           |

### Seriale originale
| #                | Titlu                             | Creator(i) / Dezvoltator(i)                                 | Premiera           | Finalul            | Canal                                                                                              | Coproducție cu | Note |
| Anii 1990        | Anii 1990                         | Anii 1990                                                   | Anii 1990          | Anii 1990          | Anii 1990                                                                                          | Anii 1990 | Anii 1990 |
| ---------------- | --------------------------------- | ----------------------------------------------------------- | ------------------ | ------------------ | -------------------------------------------------------------------------------------------------- | --- | --- |
| 1                | Micii poznași                     | Tom Ruegger                                                 | 14 septembrie 1990 | 6 decembrie 1992   | CBS (1990) Sindicalizare (1990–1991) Fox Kids (1992)                                               | Amblin Entertainment | |
| 2                | Taz-Mania                         | Jean MacCurdy Tom Ruegger                                   | 7 septembrie 1991  | 22 mai 1995        | Fox Kids                                                                                           | N/A | |
| 3                | Batman: Serialul de Animație      | Bruce Timm Eric Radomski Paul Dini Mitch Brian              | 5 septembrie 1992  | 15 septembrie 1995 | Fox Kids                                                                                           | Warner Bros. Family Entertainment (1993–1995) | Primul serial al Universului de animație DC.                                                                          |
| 4                | The Plucky Duck Show              | Tom Ruegger                                                 | 19 septembrie 1992 | 12 decembrie 1992  | Fox Kids                                                                                           | Amblin Television | Spin-off al Micii poznași.                                                                                            |
| 5                | Animaniacii                       | Tom Ruegger                                                 | 13 septembrie 1993 | 14 noiembrie 1998  | Fox Kids (1993–1995) Kids' WB (1995–1998)                                                          | Warner Bros. Family Entertainment Amblin Entertainment | |
| 6                | Misterele lui Sylvester și Tweety | Fay Whitemountain                                           | 9 septembrie 1995  | 18 decembrie 2002  | Kids' WB (1995–2000) Cartoon Network (2002)                                                        | Warner Bros. Family Entertainment | |
| 7                | Pinky and the Brain               | Tom Ruegger                                                 | 9 septembrie 1995  | 14 noiembrie 1998  | Kids' WB                                                                                           | Warner Bros. Family Entertainment Amblin Entertainment | Spin-off al Animaniacii.                                                                                              |
| 8                | Freakazoid!                       | Bruce Timm Paul Dini Tom Ruegger                            | 9 septembrie 1995  | 1 iunie 1997       | Kids' WB                                                                                           | Warner Bros. Family Entertainment Amblin Entertainment | |
| 9                | Superman: Seria animată           | Bruce Timm Alan Burnett Paul Dini                           | 6 septembrie 1996  | 12 februarie 2000  | Kids' WB                                                                                           | Warner Bros. Family Entertainment | Parte a Universului de animație DC.                                                                                   |
| 10               | Road Rovers                       | Tom Ruegger Jeff Gordon                                     | 7 septembrie 1996  | 22 februarie 1997  | Kids' WB                                                                                           | Warner Bros. Family Entertainment | |
| 11               | Waynehead                         | Damon Wayans                                                | 19 octombrie 1996  | 17 mai 1997        | Kids' WB                                                                                           | Warner Bros. Family Entertainment Nelvana | |
| 12               | Noile Aventuri cu Batman          | Paul Dini Bruce Timm Alan Burnett                           | 13 septembrie 1997 | 16 ianuarie 1999   | Kids' WB                                                                                           | Warner Bros. Family Entertainment | Continuare a serialului Batman: Serialul de Animație. Parte a Universului de Animație DC.                             |
| 13               | The Legend of Calamity Jane       | N/A                                                         | 13 septembrie 1997 | 26 iunie 1998      | Kids' WB                                                                                           | Gangster Production Contre Allée | |
| 14               | Histeria!                         | Tom Ruegger                                                 | 14 septembrie 1998 | 31 martie 2000     | Kids' WB                                                                                           | Warner Bros. Family Entertainment | |
| 15               | Pinky, Elmira and the Brain       | Tom Ruegger                                                 | 19 septembrie 1998 | 10 aprilie 1999    | Kids' WB                                                                                           | Warner Bros. Family Entertainment Amblin Entertainment | Spin-off al Micii poznași și Animaniacii.                                                                             |
| 16               | Batman din viitor                 | Bruce Timm Alan Burnett Paul Dini                           | 10 ianuarie 1999   | 18 decembrie 2001  | Kids' WB                                                                                           | Warner Bros. Family Entertainment | Continuare a Noile Aventuri cu Batman. Parte a Universului de animație DC.                                            |
| 17               | Detention                         | Bob Doucette Julie McNally-Cahill Tim McNally Michael Maler | 11 septembrie 1999 | 25 martie 2000     | Kids' WB                                                                                           | Warner Bros. Family Entertainment | |
| Anii 2000        |                                   |                                                             |                    |                    | | | |
| 18               | Șocul Static                      | Christopher Simmons                                         | 23 septembrie 2000 | 22 mai 2004        | Kids' WB                                                                                           | Warner Bros. Family Entertainment | Parte a Universului de animație DC.                                                                                   |
| 19               | Proiectul Zeta                    | Robert Goodman                                              | 27 ianuarie 2001   | 10 august 2002     | Kids' WB                                                                                           | Warner Bros. Family Entertainment | Spin-off al Batman din viitor. Parte a Universului de Animație DC.                                                    |
| 20               | Liga Dreptății                    | Bruce Timm                                                  | 17 noiembrie 2001  | 29 mai 2004        | Cartoon Network                                                                                    | Warner Bros. Family Entertainment | Parte a Universului de animație DC.                                                                                   |
| 21               | Mucha Lucha                       | Michael Ryan Eddie Mort Lili Chin                           | 17 august 2002     | 26 februarie 2005  | Kids' WB                                                                                           | Warner Bros. Family Entertainment | |
| 22               | Baby Looney Tunes                 | Sander Schwartz                                             | 7 septembrie 2002  | 20 aprilie 2005    | Kids' WB (2002–2003) Cartoon Network (2002–2005)                                                   | Warner Bros. Family Entertainment | |
| 23               | Ozzy și Drix                      | Alan Burnett Marc Hyman                                     | 14 septembrie 2002 | 5 iulie 2004       | Kids' WB                                                                                           | Warner Bros. Family Entertainment Conundrum Entertainment                                                                                                   | Continuare a Osmosis Jones.                                                                                           |
| 24               | Ce e nou, Scooby-Doo?             | Sander Schwartz                                             | 14 septembrie 2002 | 21 iulie 2006      | Kids' WB                                                                                           | Warner Bros. Family Entertainment | |
| 25               | 3 South                           | Mark Hentemann                                              | 7 noiembrie 2002   | 21 ianuarie 2003   | MTV                                                                                                | MTV Animation | |
| 26               | Tinerii Titani                    | Glen Murakami David Slack Sam Register                      | 19 iunie 2003      | 16 ianuarie 2006   | Cartoon Network                                                                                    | Warner Bros. Family Entertainment DC Comics (sezonul 5) | |
| 27               | Duck Dodgers                      | Spike Brandt Tony Cervone                                   | 23 august 2003     | 11 noiembrie 2005  | Cartoon Network (2003–2005) Boomerang (2005)                                                       | Warner Bros. Family Entertainment | |
| 28               | Confruntarea Xiaolin              | Christy Hui Brandon Sawyer                                  | 1 noiembrie 2003   | 13 mai 2006        | Kids' WB                                                                                           | Warner Bros. Family Entertainment | |
| 29               | Liga Dreptății fără limite        | Bruce Timm                                                  | 31 iulie 2004      | 13 mai 2006        | Cartoon Network                                                                                    | Warner Bros. Family Entertainment DC Comics (sezonul 3) | Continuare a Liga Dreptății. Ultimul serial al Universului de animație DC.                                            |
| 30               | The Batman                        | Michael Goguen Duane Capizzi                                | 11 septembrie 2004 | 8 martie 2008      | Cartoon Network (2004–2006) Kids' WB (2006–2008)                                                   | Warner Bros. Family Entertainment DC Comics (sezoanele 3–5)                                                                                                 | |
| 31               | Krypto, câinele erou              | Alan Burnett Paul Dini                                      | 25 martie 2005     | 15 septembrie 2006 | Cartoon Network                                                                                    | Warner Bros. Family Entertainment | |
| 32               | Povești de la stația de pompieri  | Sidney J. Bailey                                            | 22 august 2005     | 7 mai 2006         | Cartoon Network                                                                                    | Warner Bros. Family Entertainment | |
| 33               | Johnny Test                       | Scott Fellows Aaron Simpson                                 | 17 septembrie 2005 | 29 iulie 2006      | Kids' WB                                                                                           | Warner Bros. Family Entertainment Coliseum Entertainment | Doar sezonul 1. |
| 34               | Coconut Fred's Fruit Salad Island | Sammy Oriti Don Oriolo                                      | 17 septembrie 2005 | 27 mai 2006        | Kids' WB                                                                                           | Warner Bros. Family Entertainment | |
| 35               | Lunaticii dezlănțuiți             | Christian Tremblay Yvon Tremblay                            | 17 septembrie 2005 | 5 mai 2007         | Kids' WB                                                                                           | Warner Bros. Family Entertainment | |
| 36               | Povești cu Tom și Jerry           | Joseph Barbera Rob LaDuca Jeff Davison                      | 23 septembrie 2006 | 22 martie 2008     | Kids' WB                                                                                           | Warner Bros. Family Entertainment Turner Entertainment | |
| 37               | Shaggy și Scooby-Doo fac echipă   | Ray DeLaurentis                                             | 23 septembrie 2006 | 15 martie 2008     | Kids' WB                                                                                           | Warner Bros. Family Entertainment | |
| 38               | Legion of Super Heroes            | Amy Wolfram                                                 | 23 septembrie 2006 | 5 aprilie 2008     | Kids' WB                                                                                           | Warner Bros. Family Entertainment DC Comics | |
| 39               | Batman: Neînfricat și cutezător   | James Tucker Michael Jelenic                                | 14 noiembrie 2008  | 18 noiembrie 2011  | Cartoon Network                                                                                    | DC Comics | |
| Anii 2010        |                                   |                                                             |                    |                    | | | |
| 40               | Scooby-Doo și echipa misterelor   | Mitch Watson Spike Brandt Tony Cervone                      | 5 aprilie 2010     | 5 aprilie 2013     | Cartoon Network                                                                                    | N/A | |
| 41               | MAD: Eroi de tot râsul            | Kevin Shinick                                               | 6 septembrie 2010  | 2 decembrie 2013   | Cartoon Network                                                                                    | N/A | |
| 42               | Tinerii justițiari                | Brandon Vietti Greg Weisman                                 | 26 noiembrie 2010  | 9 iunie 2022       | Cartoon Network (2010–2013) DC Universe (2019) HBO Max (2021–2022)                                 | DC Entertainment | |
| 43               | The Looney Tunes Show             | Sam Register Spike Brandt Tony Cervone                      | 3 mai 2011         | 31 august 2014     | Cartoon Network                                                                                    | N/A | |
| 44               | Felinele Fulger                   | Ethan Spaulding Michael Jelenic                             | 29 iulie 2011      | 16 iunie 2012      | Cartoon Network                                                                                    | N/A | |
| 45               | Lanterna Verde                    | Bruce Timm Giancarlo Volpe Jim Krieg                        | 3 martie 2012      | 16 martie 2013     | Cartoon Network                                                                                    | DC Entertainment | |
| 46               | Haideți, Tineri Titani!           | Aaron Horvath Michael Jelenic                               | 23 iulie 2013      | prezent            | Cartoon Network                                                                                    | DC Entertainment | |
| 47               | Feriți-vă de Batman               | Glen Murakami Sam Register Mitch Watson Butch Lukic         | 13 iulie 2013      | 28 septembrie 2014 | Cartoon Network (2013) Toonami (2014)                                                              | DC Entertainment | |
| 48               | Tom și Jerry se dau în spectacol  | Darell Van Citers                                           | 1 martie 2014      | 2 februarie 2021   | Cartoon Network (2014–2016) Boomerang (2017) Boomerang SVOD (2017–2021) Cartoon Network App (2021) | Turner Entertainment | |
| 49               | Mike Tyson Mysteries              | Lee Stimmel Mike Tyson Hugh Davidson Giancarlo Volpe        | 27 octombrie 2014  | 16 februarie 2020  | Adult Swim                                                                                         | Williams Street | |
| 50               | Noile Looney Tunes                | Erik Kuska                                                  | 22 septembrie 2015 | 30 ianuarie 2020   | Cartoon Network (2015–2016) Boomerang (2017) Boomerang SVOD (2017–2020)                            | N/A | Cunoscut anterior ca Wabbit – A Looney Tunes Production (sau bugs! în unele regiuni ale lumii) în timpul sezonului 1. |
| 51               | Fii tare, Scooby-Doo!             | Jon Colton Barry Zac Moncrief                               | 5 octombrie 2015   | 18 martie 2018     | Cartoon Network (2015–2016) Boomerang (2017, 2018) Boomerang SVOD (2017)                           | N/A | |
| 52               | Draculaș, vampirul iepuraș        | Jessica Borutski                                            | 6 februarie 2016   | 30 decembrie 2018  | Cartoon Network (2016, 2018) Boomerang SVOD (2017–2018) Boomerang                                  | N/A | |
| 53               | Right Now Kapow                   | Justin Becker Marly Halpern-Graser                          | 19 septembrie 2016 | 31 mai 2017        | Disney XD                                                                                          | N/A | |
| 54               | Justice League Action             | Alan Burnett                                                | 16 decembrie 2016  | 3 iunie 2018       | Cartoon Network                                                                                    | DC Entertainment | |
| 55               | Dorothy și Vrăjitorul din Oz      | Jeff DeGrandis                                              | 29 iunie 2017      | 31 iulie 2020      | Boomerang SVOD                                                                                     | Turner Entertainment | |
| 56               | Curse Trăsnite                    | Rebecca Himot Tramm Wigzell                                 | 14 august 2017     | 24 noiembrie 2019  | Boomerang SVOD                                                                                     | Hanna-Barbera Cartoons | Reboot al serialului original din 1968 cu același nume.                                                               |
| 57               | Unikitty                          | Ed Skudder Lynn Wang                                        | 27 octombrie 2017  | 27 august 2020     | Cartoon Network                                                                                    | Grupul Lego | Spin-off al Marea Aventură Lego.                                                                                      |
| 58               | DC Super Hero Girls               | Lauren Faust                                                | 8 martie 2019      | 24 octombrie 2021  | Cartoon Network                                                                                    | DC Entertainment | Reboot al serialului original din 2015 cu același nume.                                                               |
| 59               | Scooby-Doo și cine crezi tu?      | Chris Bailey                                                | 27 iunie 2019      | 1 octombrie 2021   | Boomerang SVOD (2019–2021) HBO Max (2021)                                                          | N/A | |
| 60               | Ouă verzi cu șuncă                | Jared Stern                                                 | 8 noiembrie 2019   | 8 aprilie 2022     | Netflix                                                                                            | Gulfstream Pictures A Stern Talking To A Very Good Production                                                                                               | |
| 61               | Harley Quinn                      | Justin Halpern Patrick Schumacker Dean Lorey                | 29 noiembrie 2019  | prezent            | DC Universe (2019–2020) HBO Max (2022–2023) Max (2023–prezent)                                     | Ehsugadee Productions (sezoanele 1–2) Delicious Non-Sequitur (sezonul 3–prezent) Yes, Norman Productions Lorey Stories (sezonul 5–prezent) DC Entertainment | |
| Anii 2020        |                                   |                                                             |                    |                    | | | |
| 62               | Răgetul Felinelor Fulger          | Victor Courtright Marly Halpern-Graser                      | 22 februarie 2020  | 5 decembrie 2020   | Cartoon Network                                                                                    | N/A | |
| 63               | Lumea Looney Tunes                | Pete Browngardt                                             | 27 mai 2020        | 27 iulie 2023      | HBO Max (2020–2023) Max (2023)                                                                     | N/A | |
| 64               | Animaniacii                       | Wellesley Wild Steven Spielberg                             | 20 noiembrie 2020  | 17 februarie 2023  | Hulu                                                                                               | Amblin Television | Revival al serialului original din 1993 cu același nume.                                                              |
| 65               | Tom și Jerry în New York          | Darell Van Citers                                           | 1 iulie 2021       | 18 noiembrie 2021  | HBO Max                                                                                            | Turner Entertainment | |
| 66               | Jellystone!                       | C.H. Greenblatt                                             | 29 iulie 2021      | prezent            | HBO Max                                                                                            | N/A | |
| 67               | Little Ellen                      | Kevin A. Leman III Jennifer Skelly                          | 13 septembrie 2021 | 3 martie 2022      | HBO Max Cartoonito                                                                                 | Ellen Digital Ventures | |
| 68               | Yabba Dabba Dinozauri             | Mark Marek Marly Halpern-Graser                             | 30 septembrie 2021 | 17 februarie 2022  | HBO Max                                                                                            | Hanna-Barbera Cartoons | |
| 69               | Aquaman: Regele Atlantisului      | Victor Courtright Marly Halpern-Graser                      | 14 octombrie 2021  | 28 octombrie 2021  | HBO Max Cartoon Network                                                                            | Atomic Monster DC Entertainment | Miniserial. |
| 70               | Bugs Bunny Constructorii          | N/A                                                         | 25 iulie 2022      | prezent            | Cartoonito                                                                                         | N/A | [ 10 ] [ 11 ] [ 12 ]                                                                                                  |
| 71               | BatRoți                           | Michael G. Stern                                            | 17 septembrie 2022 | prezent            | Cartoonito                                                                                         | DC Entertainment | [ 13 ] |
| 72               | Velma                             | Charlie Grandy                                              | 12 ianuarie 2023   | 3 octombrie 2024   | HBO Max (2023) Max (2024)                                                                          | Charlie Grandy Productions Kaling International, Inc. 3 Arts Entertainment                                                                                  | [ 14 ] [ 15 ] |
| 73               | Gremlinii                         | Tze Chun                                                    | 23 mai 2023        | prezent            | Max                                                                                                | Amblin Television | Prequel al filmului Gremlinii.                                                                                        |
| 74               | Aventurile mele cu Superman       | Jake Wyatt                                                  | 6 iulie 2023       | prezent            | Adult Swim                                                                                         | DC Entertainment | |
| 75               | Looniversitatea Micuților         | Erin Gibson Nate Cash                                       | 8 septembrie 2023  | prezent            | Max Cartoon Network                                                                                | Amblin Television | Reboot al Micii poznași.                                                                                              |
| 76               | Kite Man: Hell Yeah!              | Justin Halpern Patrick Schumacker Dean Lorey                | 18 iulie 2024      | prezent            | Max                                                                                                | Delicious Non-Sequitur Yes, Norman Productions Lorey Stories DC Entertainment                                                                               | Spin-off al Harley Quinn.                                                                                             |
| 77               | Batman: Cruciatul cu mască        | Bruce Timm                                                  | 1 august 2024      | prezent            | Amazon Prime Video                                                                                 | Bad Robot 6th & Idaho Motion Picture Company DC Entertainment Amazon MGM Studios                                                                            | [ 17 ] [ 18 ] |
| 78               | Creature Commandos                | James Gunn                                                  | 5 decembrie 2024   | prezent            | Max                                                                                                | Troll Court Entertainment The Safran Company Lorey Stories DC Studios                                                                                       | Serial de animație parte a Universului DC.                                                                            |
| Seriale viitoare |                                   |                                                             |                    |                    | | | |
| 79               | Bat-Fam                           | Mike Roth                                                   | 2025               | VFA                | Amazon Prime Video                                                                                 | DC Entertainment Amazon MGM Studios | Continuare a filmului Crăciunul cu micul Batman.                                                                      |
| 80               | Get Jiro!                         | Brian Gatewood Alessandro Tanaka                            | VFA                | VFA                | Adult Swim                                                                                         | N/A | |
| 81               | Keeping Up with the Joneses       | Hugh Davidson Larry Dorf Rachel Ramras                      | VFA                | VFA                | Adult Swim                                                                                         | N/A | |
| 82               | Go-Go Mystery Machine             | Francisco Paredes                                           | VFA                | VFA                | Cartoon Network                                                                                    | N/A | [ 4 ] |
| 83               | Serial fără nume cu Blue Beetle   | Miguel Puga                                                 | VFA                | VFA                | VFA                                                                                                | DC Studios | Continuare a filmului Blue Beetle. Serial de animație parte a Universului DC.                                         |
| 84               | My Adventures with Green Lantern  | Jake Wyatt                                                  | VFA                | VFA                | VFA                                                                                                | DC Studios | Spin-off al Aventurile mele cu Superman.                                                                              |
| 85               | DC Super Powers                   | Matthew Beans                                               | VFA                | VFA                | VFA                                                                                                | DC Studios | [ 19 ] |
| 86               | Starfire                          | Josie Campbell Brianne Drouhard Sarah Nerboso               | VFA                | VFA                | VFA                                                                                                | DC Studios | [ 19 ] |
| 87               | Mister Miracle                    | Tom King                                                    | VFA                | VFA                | VFA                                                                                                | DC Studios | [ 20 ] |
| 88               | Hit Squad                         | VFA                                                         | VFA                | VFA                | VFA                                                                                                | Hanna-Barbera Studios Europe Mr Morris Productions Anderson Entertainment                                                                                   | [ 21 ] |

### Seriale scurtmetraj
| #         | Titlu                                        | Creator(i) / Dezvoltator(i)                   | Premiera           | Finalul            | Platformă               | Coproducție cu                                                                     | Note                                                |
| Anii 2000 | Anii 2000                                    | Anii 2000                                     | Anii 2000          | Anii 2000          | Anii 2000               | Anii 2000                                                                          | Anii 2000                                           |
| --------- | -------------------------------------------- | --------------------------------------------- | ------------------ | ------------------ | ----------------------- | ---------------------------------------------------------------------------------- | --------------------------------------------------- |
| 1         | Gotham Girls                                 | NoodleSoup Productions Warner Bros. Animation | 27 iulie 2000      | 19 noiembrie 2002  | warnerbros.com          | NoodleSoup Productions                                                             |                                                     |
| 2         | Lobo                                         | NoodleSoup Productions Warner Bros. Animation | 15 iunie 2000      | 26 octombrie 2000  | loboonline.com          | NoodleSoup Productions                                                             |                                                     |
| 3         | Cartoon Monsoon                              | NoodleSoup Productions Warner Bros. Animation | 4 martie 2003      | 20 septembrie 2004 | cartoonmonsoon.com      | NoodleSoup Productions                                                             | Serial de varietăți și antologie.                   |
| Anii 2010 |                                              |                                               |                    |                    |                         |                                                                                    |                                                     |
| 4         | DC Nation Shorts                             | N/A                                           | 11 noiembrie 2011  | 4 august 2014      | Cartoon Network         | DC Entertainment                                                                   | Serial de varietăți și antologie.                   |
| 5         | Batman Unlimited                             | N/A                                           | 4 mai 2015         | 15 august 2016     | YouTube                 | DC Entertainment                                                                   |                                                     |
| 6         | DC Super Friends                             | Parker Simmons Duane Capizzi                  | 4 mai 2015         | 4 mai 2015         | YouTube                 | DC Entertainment Imaginext                                                         |                                                     |
| 7         | The Flaming C                                | Conan O'Brien                                 | 14 iulie 2015      | 4 august 2015      | TBS                     | Conaco                                                                             |                                                     |
| 8         | Justice League: Gods and Monsters Chronicles | Bruce Timm Alan Burnett Sam Liu               | 8 iunie 2015       | 12 iunie 2015      | Machinima               | DC Entertainment Blue Ribbon Content                                               | Prequel al filmului Liga Dreptății: Zei și monștri. |
| 9         | Vixen                                        | N/A                                           | 25 august 2015     | 18 noiembrie 2016  | CW Seed                 | DC Entertainment Blue Ribbon Content                                               | Serial spin-off de animație din Arrowverse.         |
| 10        | Super eroinele DC                            | Shea Fontana Lisa Yee Aria Moffly             | 1 octombrie 2015   | 27 decembrie 2018  | YouTube                 | DC Entertainment                                                                   |                                                     |
| 11        | Justice League Action Shorts                 | N/A                                           | 29 iunie 2017      | 21 decembrie 2017  | YouTube                 | DC Entertainment                                                                   |                                                     |
| 12        | Lego DC Super Hero Girls                     | N/A                                           | 25 aprilie 2017    | 7 mai 2017         | YouTube                 | Grupul Lego DC Entertainment                                                       |                                                     |
| 13        | Freedom Fighters: The Ray                    | N/A                                           | 8 decembrie 2017   | 18 iulie 2018      | CW Seed                 | DC Entertainment Blue Ribbon Content                                               | Serial spin-off de animație din Arrowverse.         |
| 14        | Constantine: City of Demons                  | N/A                                           | 13 martie 2018     | 19 ianuarie 2019   | CW Seed                 | DC Entertainment Blue Ribbon Content Berlanti Productions Phantom Four Productions | Spin-off al filmului Liga Dreptății Întuneric.      |
| 15        | DC Super Hero Girls: Super Shorts            | Lauren Faust                                  | 10 ianuarie 2019   | 12 septembrie 2020 | YouTube                 | DC Entertainment                                                                   |                                                     |
| Anii 2020 |                                              |                                               |                    |                    |                         |                                                                                    |                                                     |
| 16        | Deathstroke: Knights and Dragons             | N/A                                           | 6 ianuarie 2020    | 24 noiembrie 2020  | CW Seed                 | DC Entertainment Blue Ribbon Content Berlanti Productions                          |                                                     |
| 17        | Tom and Jerry Special Shorts                 | Pete Browngardt                               | 20 februarie 2021  | 20 februarie 2021  | HBO Max                 | Turner Entertainment                                                               |                                                     |
| 18        | Scurtmetraje Jellystone!                     | C.H. Greenblatt                               | 13 septembrie 2021 | 4 decembrie 2021   | YouTube                 | N/A                                                                                |                                                     |
| 19        | Scurtmetraje BatRoți                         | Michael G. Stern                              | 22 septembrie 2022 | prezent            | Cartoonito              | DC Entertainment                                                                   |                                                     |
| 20        | Scurtmetraje Bugs Bunny Constructorii        | N/A                                           | 27 octombrie 2022  | prezent            | Cartoonito              | N/A                                                                                |                                                     |
| 21        | Looney Tunes: Acme Fools                     | N/A                                           | 27 martie 2023     | 17 aprilie 2023    | YouTube Cartoon Network | N/A                                                                                |                                                     |
| 22        | Tom and Jerry                                | N/A                                           | 7 august 2023      | prezent            | Cartoon Network HBO Go  | Turner Entertainment                                                               | [ 22 ]                                              |

## Reclame
- 9Lives (1979–1980, cu Duck Soup Produckions)
- Aflac (2004)
- Air Jordan
- Alpha-Bits
- American Express (1998)
- Astral Paint
- AT&T
- AutoNation (2016)
- Boomerang (2017)
- Borden
- Brach's
- Burger King (1997)
- Canon Inc.
- Cartoon Network
- Cheetos
- Chevrolet Monte Carlo (1998, 2000)
- Crush
- DEX One
- DirecTV
- Energizer (1994)
- Gatorade
- GEICO (2021)
- Golden Crisp
- Hallmark Cards (1998)
- Hershey's
- Holiday Inn
- Honey Nut Cheerios
- Honeycomb
- Jeep
- KFC
- Kith NYC (2020, cu Renegade Animation)
- Kool-Aid
- Kraft Foods (1990s)
- Laffy Taffy
- Listerine
- McDonald's (anii 1990, 2011)
- MCI (1998–2000)
- Michelin
- Miles Laboratories
- Miracle Whip (1999)
- Nike (1992, 2015)
- Oldsmobile
- Pebbles (2000)
- Pepsi (1996, cu StarToons)
- Pontiac (1998, cu Industrial Light and Magic)
- Purolator Inc.
- RadioShack (1997)
- Raisin Bran
- Rocket Mortgage (2018)
- Scooby-Doo Cereal (2002–2003, cu Mercury Filmworks)
- Sedex
- Shell Oil Company
- Shriners Hospitals for Children
- Six Flags Parks
- Sony
- Spectrum
- Sprint (1998)
- State Farm (2013)
- Subway
- Target (1996)
- Toyota
- TriNa
- Trix
- Tyco Toys
- Tyson Foods
- Visa (1996, cu USAnimation)
- Walkers
- Warner Bros. Family Entertainment (1993)
- Warner Bros. Catalog (1989)
- Warner Village Cinemas
- The WB (1995–1998)
- Weetabix
- Wendy's
- Westfield Corporation
- Ziploc